# Gasteruptiidae
Gasteruptiidae zijn een familie van vliesvleugeligen

## Geslachten
- Gasteruption Latreille, 1796 (30)